# Instituto Politécnico da Maia

## O IPMAIA
Inscrito no moderno campus académico da Maiêutica, Cooperativa de Ensino Superior, C.R.L. (ISMAI/IPMAIA), numa área com mais de 70.000 m2, no qual se destaca um moderno Complexo Desportivo a inaugurar em 2016, o Instituto Politécnico da Maia - IPMAIA, é a mais jovem instituição privada de ensino superior politécnico do país. Iniciada a sua atividade no ano letivo de 2015/2016 com quatro Licenciaturas e doze Cursos Técnico Superiores Profissionais (CTeSP), o IPMAIA nasceu com um propósito e posicionamento específicos: servir o interesse e necessidade crescentes de empregadores, famílias e alunos na qualificação superior de natureza profissional. Esta vocação, porque alicerçada numa cultura de excelência, exigência e experiência acumulada, encontra-se assim plenamente ajustada às necessidades dos agentes económicos e sociais.

### Missão e Objetivos
O IPMaia tem por missão formar diplomados nos diversos ramos do saber científico, técnico e cultural, aptos para a inserção qualificada e com sucesso nos diversos setores profissionais, com participação no desenvolvimento da sociedade portuguesa, prestando serviços especializados à comunidade. Para cumprir a sua missão, enunciada no ponto anterior, o IPMaia propõe -se: 
a. Criar, transmitir e difundir a cultura e o saber de natureza profissional, através da articulação do estudo, do ensino, da investigação orientada e do desenvolvimento experimental, tendo em vista um quadro de referência internacional;
b. Incentivar a formação intelectual e profissional dos seus estudantes, ministrando -lhes conhecimentos científicos de índole teórica e prática e as suas aplicações com vista ao exercício de atividades profissionais e garantindo-lhes o acesso à aprendizagem ao longo da vida;
c. Promover o relacionamento com as empresas e com a comunidade, transferindo conhecimentos e valorizando economicamente o conhecimento científico e tecnológico;
d. Estabelecer acordos de associação ou cooperação com outras instituições, públicas ou privadas, nacionais ou estrangeiras, para a prossecução de projetos comuns, promoção da mobilidade dos estudantes, desenvolvimento de programas de graus conjuntos e para a partilha de recursos e equipamentos.

### História
O reconhecimento de interesse público do Instituto Politécnico da Maia - IPMAIA foi publicado em Diário da República no dia 22 de junho de 2015.
Por decisão de 17 de julho de 2015 de Sua Excelência, o Senhor Secretário de Estado do Ensino Superior, no exercício de competência que lhe foi delegada, foram considerados conformes e registados os estatutos do Instituto Politécnico da Maia. A referida decisão e o texto dos estatutos foram publicados em Diário da República através da Portaria n.º 235/2015, de 7 de agosto.